# NGC 6548
NGC 6548 é uma galáxia lenticular (SB0) localizada na direcção da constelação de Hercules. Possui uma declinação de +18° 35' 14" e uma ascensão recta de 18 horas, 05 minutos e 59,2 segundos.
A galáxia NGC 6548 foi descoberta em 20 de Setembro de 1786 por William Herschel.